# José Trinidad Lanz Cárdenas
José Trinidad Lanz Cárdenas (Campeche, Campeche, México, 30 de enero de 1932) es un jurista y político mexicano que se desempeñó como Diputado Federal por el Estado de Campeche del 1 de septiembre de 1988 al 8 de mayo de 1991, ministro de la Suprema Corte de Justicia de la Nación, entre el 22 de mayo de 1991 y el 9 de mayo de 1994, y como Senador de la República por el Estado de Campeche, del 1 de septiembre de 1994 al 31 de agosto de 2000. 

## Biografía
Nacido en la Ciudad de Campeche, Campeche, México, José Trinidad Lanz Cárdenas inició su camino hacia una distinguida carrera en la política y el derecho mexicanos al ingresar a la Escuela de Jurisprudencia de la ciudad de Campeche. Allí, se destacó académicamente y obtuvo su título profesional el 30 de diciembre de 1954, presentando una tesis titulada "Propiedad soberana del mar territorial y la plataforma continental", y continuó sus estudios en Estados Unidos y en diversas universidades de Sudamérica y Europa, donde se especializó en legislación de aguas.

## Trayectoria profesional
Sus actividades profesionales iniciaron en 1956, cuando recibió el nombramiento como Secretario del Juzgado Tercero de Distrito en Materia Administrativa del Primer Circuito, con sede en la Ciudad de México. 
Posteriormente, se desempeñó como Asesor Jurídico externo de diversas instancias, incluyendo la Secretaría de la Reforma Agraria, el Subsecretario de Infraestructura Hidráulica de la Secretaría de Agricultura y Recursos Hidráulicos, la Cámara de Diputados y el director general de Petróleos Mexicanos. Además, ejerció como Consultor Jurídico externo de la Secretaría de la Contraloría General de la Federación y asumió el cargo de director general Jurídico de la misma Secretaría, entre otros roles relevantes.
Asimismo, ocupó diversos cargos a nivel federal; fue elegido Diputado Federal por el Estado de Campeche, ejerciendo dicho cargo desde el 1 de septiembre de 1988 hasta el 8 de mayo de 1991; posteriormente, el 22 de mayo de 1991, fue designado como Ministro Numerario de la Suprema Corte de Justicia de la Nación por el entonces Presidente de la República, Carlos Salinas de Gortari. 
Siendo Ministro fue adscrito a la Tercera Sala, de la cual asumió la presidencia en 1992, posición a la que renunció el 9 de mayo de 1994, al ser postulado para el cargo de Senador de la República por el Estado de Campeche, siendo electo para dicha posición y ocupando el cargo desde el 1 de septiembre de 1994 hasta el 31 de agosto de 2000.

## Actividades académicas
Ha sido Catedrático de Garantías Constitucionales, Garantías y Amparo, 
Derecho Agrario, Introducción al Derecho Hidráulico y Derecho Administrativo, en el Instituto Nacional de Administración Pública (México), y en las facultades de Derecho de las universidades Anáhuac, La Salle e Iberoamericana, así como de la Sección de Posgrados del Instituto Politécnico Nacional.

## Publicaciones
Entre sus obras destacan las siguientes:  
- "Índice alfabético y temático de la Ley Federal de Aguas", "Legislación de Aguas en México", un estudio de carácter histórico y legislativo que abarca desde el año 1521 hasta 1981;.
- "La Contraloría y el control interno en México", que examina los antecedentes históricos y legislativos en este campo.
- "El federalismo mexicano y su realidad fiscal".
- "Las responsabilidades en el Servicio Público" junto con "Reflexiones sobre Derecho Constitucional, Amparo, Ética Jurídica y Nepotismo", que fueron publicadas en la colección de Ensayos y Conferencias de los forjadores de la Suprema Corte de Justicia de la Nación.